# روبرتا لي
روبرتا لي (بالإنجليزية: Roberta Leigh)‏ (22 ديسمبر 1926، لندن في المملكة المتحدة - 19 ديسمبر 2014، لندن في المملكة المتحدة)؛ كاتِبة مُتخصِّصة في أدب الأطفال، سيناريست، مؤلِّفة وشاعِرة غنائية، رسامة وروائية بريطانية.

## روابط خارجية
- روبرتا لي على موقع IMDb (الإنجليزية)